# Лайош Вебер
Лайош Вебер (угор. Wéber Lajos, нар. 25 вересня 1904 — пом. 2 серпня 1959) — угорський футболіст, що грав на позиції півзахисника, і тренер. Відомий виступами, зокрема, за клуби «Болонья», «Хунгарія», а також національну збірну Угорщини.

## Життєпис
Розпочинав кар'єру у столичній команді «Тьореквеш», у складі якої дебютував 21 травня 1922 року у грі проти БТК (1:2) за чотири місяці до свого 18-річчя. Будучи гравцем «Тьореквеша» в 1925 році викликався до складу національної збірної Угорщини. Дебютував у матчы проти збірної Швейцарії (5:0). А загалом у тому році зіграв три матчі за збірну. 
Сезон 1925–26 провів у італійській «Болоньї», у складі якої став віце-чемпіоном. «Болонья» перемогла у групі «А» і поступилась у фіналі у трьох-матчевій дуелі переможцю групи «В» — «Ювентусу» (2:2, 0:0, 1:2). Вебер зіграв в усіх трьох фінальних поєдинках. 
Повернувшись на батьківщину в 1926 році, вступав у команді «Баштя». Того ж року зіграв ще два матчі за збірну. Посеред сезону 1927–1928 перебрався до складу одного з провідних клубів Угорщини — «Хунгарії». В 1929 році клуб під керівництвом тренера Бели Ревеса здобув чемпіонський титул, випередивши на одне очко «Ференцварош», що до цього три роки поспіль був першим. В переможному сезоні Вебер відіграв 11 матчів і забив 1 гол. А головними зірками тієї команди були знані в усій футбольній Європі Дьюла Манді, Ференц Хірзер, Дьордь Мольнар, Єньо Кальмар та інші. У жовтні 1928 року зіграв свій шостий і останній матч за збірну. У розіграші  кубка Центральної Європи Угорщина поступилась Австрії (1:5).
Ще один трофей до свого доробку Вебер додав у 1932 році. «Хунгарія» перемогла у фіналі «Ференцварош». Перший матч завершився нічиєю 1:1, а перегравання принесло перемогу команді Вебера 4:3. В 1928 – 1931 роках зіграв 5 матчів Кубка Мітропи, престижного міжнародного турніру для найсильніших команд центральної Європи.  
Після «Хунгарії» продовжив виступи за кордоном у клубах «СА Париж» і «Реал Вальядолід». Пізніше працював тренером в угорських командах. 

## Досягнення
- Чемпіон Угорщини: 1928–29
- Срібний призер Чемпіонату Угорщини: 1927–28, 1930–31, 1932–33
- Бронзовий призер Чемпіонату Угорщини: 1929–30, 1931–32
- Володар Кубка Угорщини: 1932
- Срібний призер Чемпіонату Італії: 1925–26

## Статистика виступів за збірну
| Дата       | Місто    | Господарі | Результат | Гості     | Турнір                   | Голи | Примітки |
| ---------- | -------- | --------- | --------- | --------- | ------------------------ | ---- | -------- |
| 25/03/1925 | Будапешт | Угорщина  | 5 – 0     | Швейцарія | товариський матч         | -    |          |
| 05/05/1925 | Відень   | Австрія   | 3 – 1     | Угорщина  | товариський матч         | -    |          |
| 21/05/1925 | Будапешт | Угорщина  | 1 – 3     | Бельгія   | товариський матч         | -    |          |
| 19/09/1926 | Відень   | Австрія   | 2 – 3     | Угорщина  | товариський матч         | -    |          |
| 14/11/1926 | Будапешт | Угорщина  | 3 – 1     | Швеція    | товариський матч         | -    | 37'      |
| 07/10/1928 | Відень   | Австрія   | 5 – 1     | Угорщина  | Кубок Центральної Європи | -    |          |
| Усього     |          | Матчів    | 6         |           | Голів                    | 0    |          |